# Dienstvak van de Militair Juridische Dienst
Het Dienstvak van de Militair Juridische Dienst is een van de dienstvakken van de Nederlandse Koninklijke Landmacht.
In het in 1949 opgerichte dienstvak worden officieren opgenomen met een brevet van Militair Juridische Vorming.

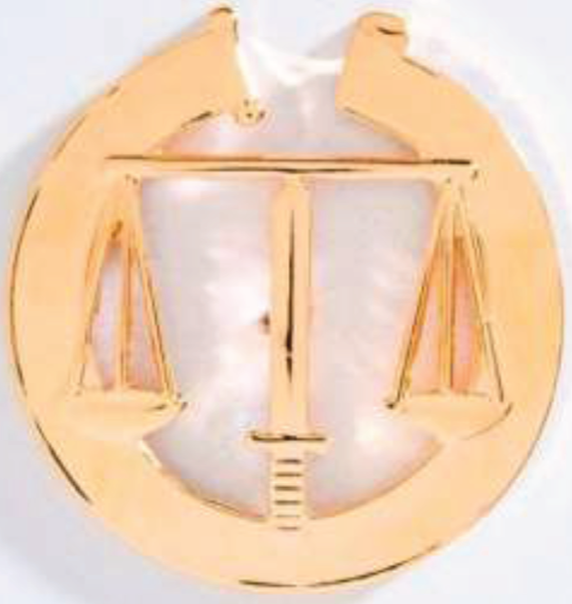
brevetembleem